# Västarmenien

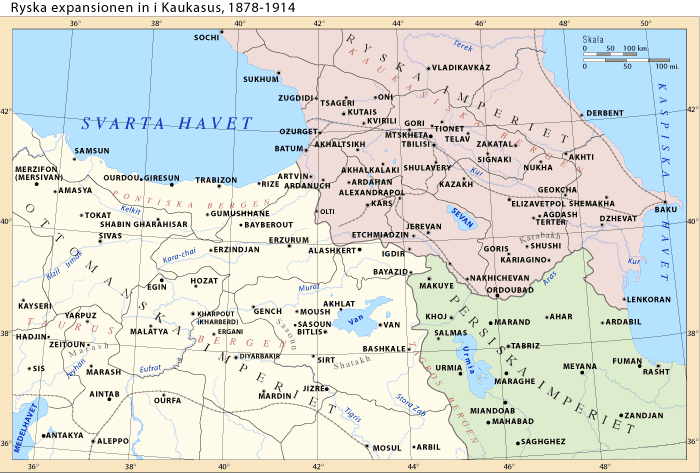
Västarmenien och Östarmenien vid början av 1900-talet

Västarmenien, Osmanska Armenien eller Turkiska Armenien kallas ibland den del av det historiska Armenien som förblev osmansk efter det rysk-turkiska kriget 1828-1829, till skillnad från Östarmenien, som blev ryskt. I området ligger berget Ararat.
Det är även en benämning på de områden i Turkiet som fram till det armeniska folkmordet benämndes som Armenien. Då Armeniens gränsdragning har varierat genom åren, har det även varit en benämning på det Armenien som skulle skapas efter Freden i Sèvres den 10 augusti 1920, då osmanska riket undertecknade ett fredsavtal som skulle skapa ett självständigt Armenien som täckte stora delar av dagens östra Turkiet.

## Städer i Turkiet som varit del av historiska Armenien
I Västarmenien finns flera städer som haft betydelse i Armeniens historia: 
- Van, Turkiet
- Ani
- Diyarbakır
- Erzurum
- Mersin, under tiden för det armeniska kungariken Kilikien.

## Relaterat
- Armenien
- Armeniska folkmordet
- Armenier
- Armeniska